# Sybaris
Pour l’article homonyme, voir Sybaris (mythologie).
Sauf précision contraire, les dates de cet article sont sous-entendues « avant l'ère commune » (AEC), c'est-à-dire « avant Jésus-Christ ».
Sybaris (en grec ancien Σύβαρις / Súbaris) était une colonie grecque du sud de l'Italie (en Calabre actuelle), fondée au VIIIe siècle av. J.-C. dans le cadre du mouvement d'établissement et d'essaimage des Grecs vers l'Occident, particulièrement en Grande-Grèce. Réputée dès l'Antiquité pour sa richesse devenue proverbiale, ainsi que pour son emprise sur les peuples voisins et différentes cités grecques de son voisinage, elle est détruite à l'issue d'une guerre qui l'oppose à Crotone à la fin du VIe siècle av. J.-C., et enfouie sous les eaux du fleuve Crathis (aujourd'hui Crati), avant de voir son site réoccupé, soixante ans plus tard, par la colonie panhellénique de Thourioï. Enseveli sous près d'une dizaine de mètres de sédiments, le site archaïque de Sybaris reste encore aujourd'hui largement inexploré du fait que les alluvions de la plaine où elle se situe sont gorgées d'eau.

## Fondation et premiers temps
Fondée par des Achéens du Péloponnèse vers 720 av. J.-C., Sybaris est située sur le golfe de Tarente, dans un site protégé par les embouchures de deux fleuves : le Crathis et le Sybaris (aujourd'hui Coscile). D'après une légende rapportée par Théophraste, à Thourioï, en pays « sybarite », l'eau du fleuve Crathis blanchit, et celle du Sybaris noircit les bestiaux qui en boivent. Ces eaux opèrent aussi sur les hommes : les eaux du Sybaris rendent les cheveux bouclés ; les consommateurs des eaux du Crathis ont, à l'inverse, les cheveux lisses.

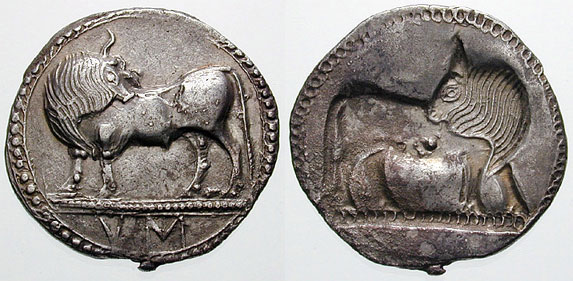
Monnaie incuse de Sybaris : nomos d'argent (550-510)

Les colons achéens trouvent sur le site une population locale œnôtre dont on ignore s'ils la chassent, la soumettent ou l'assimilent, peut être, selon l'attitude des tribus autochtones ; quoi qu'il en soit, Sybaris devient la cité la plus puissante de la Grande-Grèce. Elle aurait regroupé jusqu'à 300 000 habitants, ce qui est considérable à l'époque, autour d'un centre urbain estimé à environ 600 hectares, soit plus de deux fois la superficie de la ville d'Athènes au Ve siècle av. J.-C. Au VIIe siècle av. J.-C., Sybaris essaime à son tour et fonde les colonies de Métaponte vers 650-640 av. J.-C. et Poseidonia vers 600 av. J.-C. Selon les auteurs anciens, elle domine jusqu'à quatre peuples et vingt-cinq cités et déborde donc largement le territoire de la Calabre actuelle, constituant ainsi un empire plus ou moins territorial sur une partie du sud de l'Italie, assis sur un solide réseau d'échanges garantissant à la cité une économie très profitable.

## Un«empire»achéen en Grande Grèce
Vers le milieu du VIe siècle, Sybaris à la tête d'une ligue de cités d’origine achéenne, dont Crotone et Métaponte, détruit Siris, colonie fondée par les Ioniens originaires de Colophon. La légende raconte que pendant l’attaque de la ville, les Sybarites violent le temple d’Athéna, égorgent la prêtresse de la déesse couverte de ses voiles rituels et cinquante jeunes Sirisiotes qui étreignaient la statue de la divinité.
En 511, Sybaris déclare la guerre à Crotone qui a refusé d’extrader et de lui remettre des oligarques sybarites bannis. Crotone prend alors la tête d’une ligue de cités et vainc Sybaris en 510, après avoir dispersé la cavalerie sybarite à l'aide d’une ruse : les chevaux sybarites étant en effet réputés pour être dressés à obéir et à danser au son de la flûte, les Crotoniotes se servent à leur tour de musique pour les retourner contre Sybaris. La ville est prise, détruite et rasée par les Crotoniotes, qui détournent le cours du fleuve Crathis pour qu’il passe sur les ruines de la cité.
Si l’on en croit Hérodote (VI, 21), les rescapés trouvent refuge à Skidros et à Laos, cités qu’ils avaient probablement fondées vers 510–509 av. J.-C. D’autres sources antiques supposent quant à elles une fondation antérieure à la destruction de Sybaris, dans le but d’affermir le contrôle sybarite sur le commerce des côtes ioniennes et tyrrhéniennes.

## Réputation des Sybarites
Le luxe des Sybarites antiques devient proverbial. Leur richesse est assurée par la vaste plaine alluviale et fertile que la ville domine, par le rôle stratégique qu’elle tient dans le commerce méditerranéen de l’époque archaïque, et par les liens étroits qu’elle entretient avec la cité de Milet. Sybaris est réputée pour sa somptuosité, ses lieux de plaisirs, et l’oisiveté de ses habitants :
- les gourmets de Sybaris inventent une assiette à poissons, plate et large avec des poissons peints sur le fond, pour mieux déguster les vrais ;
- la légende raconte qu’un riche citoyen de Sybaris, du nom de Smindyridès, se rendit en voyage à Athènes avec une suite de 1 000 personnes ;
- Aristote rapporte, dans ses Récits merveilleux, qu’un Sybarite nommé Alcisthène, voulant montrer le plus grand faste, se fit faire un manteau si richement décoré qu’on l’exposa le jour de la fête de Héra, à laquelle on se rendait de tous les côtés de la Grande-Grèce, et que, parmi tout ce qu’on y avait exposé, ce fut ce manteau qui suscita le plus d’admiration. Denys l'Ancien l’ayant acheté, le revendit aux Carthaginois 120 talents[3].

Dans son ouvrage Les Deipnosophistes, Athénée de Naucratis s’étend longuement sur le luxe et la mollesse supposée des habitants. Il cite un fragment d’un historien grec, Phylarque de Naucratis : « si un cuisinier inventait de nouvelles et succulentes recettes, nul autre de ses confrères n'était autorisé à les mettre en pratique pendant une année, lui seul ayant le privilège de confectionner librement son plat : le but avoué de la chose était d'encourager les autres cuisiniers à se concurrencer dans la confection de mets toujours plus raffinés » (Livre 12, chapitre 20). Cette loi de Sybaris qui présente des similitudes avec les brevets d'invention modernes est considérée comme l'une des premières formes de propriété intellectuelle.

## Vestiges archéologiques de la cité
Au XXe siècle, dans les années 1960, le site archéologique de Sybaris est partiellement fouillé à la suite de travaux de drainage de la plaine de Sibari que le gouvernement italien finance le long du fleuve Crati, en Calabre.
- Museo archeologico nazionale della Sibaritide (it)

## Sybaris actuelle
La ville actuelle de Sibari a une population d’environ 5 000 habitants et est toujours une località de la commune de Cassano all'Ionio, malgré ses tentatives sans résultat pour obtenir une existence communale distincte. Sibari connaît un important développement touristique balnéaire et culturel. Son agriculture produit des agrumes, des olives et du riz.